# 津田三七子
津田 三七子（つだ みなこ、1976年12月18日 - ）は、東京都出身のフリーアナウンサー。

## 来歴
- 東洋英和女学院大学短期大学部在学中に第20回ミス熱海梅の女王オーディションに応募し、ミス熱海・梅娘に選ばれる。
- 黒木瞳のファンであったことがきっかけで、オフィス稲垣に応募して所属[1]。後に契約は短期間で終わり、ライムライトへと移籍した。
- フリーランスのアナウンサーとしての活動中の一時期、エバー航空日本支社で客室乗務員として勤務していた。
- 2007年、この年開局10周年を迎えてリニューアルをしたSPEEDチャンネルのキャスターとなり、競輪中継番組の司会や競輪場内で行われるインタビューをつとめるようになる。
- 2021年3月31日をもってライムライトを退所。同時に14年にわたってつとめたSPEEDチャンネルのキャスターを卒業[2][3]。以降はフリーランスとして活動。
- 趣味・特技はスカッシュ、ダンス。

## 主な活動

### テレビドラマ
2000年
- ルージュ（NHK総合）

2001年
- ルーキー!（フジテレビ）
- TEAM（フジテレビ）

2002年
- 金曜エンタテイメント「女マネージャー金子かおる 哀しみの事件簿1」（フジテレビ）
- 松本清張スペシャル・鬼畜（2002年、日本テレビ） - 婦警 役

### レポーター
- SPEEDチャンネル（2007年 - 2021年3月）
  - 競輪中継司会、競輪場イベントのインタビュアー
- HAMA大国（tvk）
- 横濱TV
- かながわ・ゆめ国体・開会式
- ウィークリースポーツライン
- 千葉レディースマラソン
- NHK-BS 10周年記念特別番組
- 新真夜中の王国
- 金曜特集「伝説のポップスター大全集 電リク・生放送」
- ビジネス・ブレークスルー
- ウィークリー藤沢 リポーター
- アクセス調布・世田谷
- テレビ広報ちょうふ
- 恋愛水園 記者会見
- TOROスペシャルトークライブ

### 映画
- 仄暗い水の底から（2002年）

### その他テレビ
- 안녕하십니까? ハングル講座 生徒（1998年度、NHK教育）

### インターネット
- NTTフレッツ「フレッツ・スクエアニュース」